# 康德拉季耶夫长波

長波理論框架下，世界經濟趨勢的簡略圖解

在現代資本主義經濟體中，康狄夫長波理論又稱「長波」、「K-波」、或「康德拉季耶夫長波」，是一種約50-60年為一循環的經濟週期現象。一般將長波分成兩段：上升的A階段與下降的B階段。該現象可以用技術生命週期來解釋。
長波之名源於蘇聯經濟學家尼古拉·康德拉季耶夫。他在著作《大經濟週期》（1925年）及同一時期的其餘著作中提出了此一觀點。另兩位荷蘭經濟學家 J. van Gelderen 與 Samuel de Wolff 在1913年歸結出類似的現象。
康德拉季耶夫的長波理論最早見於1919—1920年完成(1922年出版)的《戰時及戰後時期世界經濟及其波動》一書，此後，關於長波理論他又先後發表了《經濟生活中的長波》(1925年)和《大經濟周期》(1928年)等論著。他在1925年的《經濟生活中的長期波動》一文中運用英國、法國、美國和德國等主要資本主義國家的價格、利率、進口額、出口額、煤炭和生鐵產量等時間序列統計資料，對經濟發展的長波進行了實證研究。康德拉季耶夫通過研究，認爲資本主義經濟發展過程中存在著長度爲48年到60年、平均爲50年的長期波動。他將其所研究的1780～1920年這140年中資本主義經濟運動劃分爲兩個半長周期波動。或者康波的形成，是人的集體行爲的結果。

## 歷史
對於資本主義經濟的長波現象的起落過程，早先有四種解釋，分別被稱為「創新」、「投資」、「戰爭」與「資本主義危機」。康德拉季耶夫將長波的A階段對應到過度的投資，由此帶來價格與利率的上升，B階段則反之。熊彼得則在1930年代以技術的創新解釋長波，A階段對應到新技術的傳播及採用，B階段對應到技術普及後，各企業的激烈競爭時期。
第四國際领导人、比利时经济学家厄内斯特·曼德尔以1964年的一篇論文為長波理論注入新機，當時他預言戰後的繁榮景象將在五年後結束。不過曼德爾的理論中並無「長波」，他將之切割成約20-25年的較短週期。

## 影響
新古典經濟學家多半不承認長波理論，然而長波是許多非正統經濟學理論的基石，華勒斯坦的世界體系理論亦奠基於此。即使在認可長波的經濟學家中，對長波的起因、開始年代、及各次長波的劃分問題，都沒有定論。一些批評者因此認為：所謂「長波」只是強加於大量統計資料上的概念。
不過多數長波理論學者同意：自第一次工業革命以後，已經歷了五個長波，而第六個長波即將展開。在熊彼得的理論框架下，這五個長波分別是：
- 工業革命（1771年）
- 蒸汽機與鐵路時代（1829年）
- 鋼鐵、電力與重工程時代（1875年）
- 石油、汽車與量產時代（1908年）
- 資訊與通信時代（1971年）

依照這套理論，世界現時（2025年6月16日 07:49:11）正處在第五個長波的轉折點。

## 長波與戰爭
康德拉季耶夫已經指出，生產擴張使得資本急於尋找新的市場及新的原料，由此將造成國際關係緊張。華勒斯坦等學者認為，在資本主義體系下，戰爭的頻率與長波密切相關：大規模戰爭傾向於在生產上升階段之前爆發。Joshua S. Goldstein 根據統計資料，推斷戰爭高峰落在長波的生產高峰與價格高峰之間。他以戰爭能力的提高、競爭加劇與商業繁盛的心理效應解釋生產的擴張何以傾向於引發戰爭。

## 相關書目
- Vincent Barnett, Kondratiev and the Dynamics of Economic Development. London: Macmillan, 1998.
- Edward Cheung, Baby Boomers, Generation X and Social Cycles. Toronto: Longwave Press （页面存档备份，存于）, 1994, 2007.
- Ernest Mandel, "The Economics of Neocapitalism", in The Socialist Register, 1964.
- Ernest Mandel, Long waves of capitalist development: the Marxist interpretation (Alfred Marshall Lectures, 1979).
- Chris Freeman and Francisco Louca, As Time Goes By. From the Industrial Revolutions to the Information Revolution. Oxford: OUP, 2001. ISBN 978-0199251056
- Joshua S. Goldstein, 1985: Kondratieff waves and war cycles, International Studies Quarterly 29(4).
- Joshua Goldstein, Long Cycles: Prosperity and War in the Modern Age （页面存档备份，存于）. New Haven, Yale University Press, 1988. （可自由下載）
- Solomos Solomou, Phases of Economic Growth, 1850–1973: Kondratieff Waves and Kuznets Swings (1990).
- Murray Rothbard, "The Kondratieff Cycle: Real or Fabricated?". Ludwig von Mises Institute, 1984.
- Turchin, P., et al., eds. (2007). History & Mathematics: Historical Dynamics and Development of Complex Societies. （页面存档备份，存于） Moscow: KomKniga. ISBN 5484010020
- Grinin L., Munck V. C. de, Korotayev A. History and mathematics: Analyzing and Modeling Global Development （页面存档备份，存于）
- Arno Tausch and Christian Ghymers (2007), "From the 'Washington' Towards a 'Vienna Consensus'? A Quantitative Analysis on Globalization, Development and Global Governance" Haupauge, New York: Nova Science Publishers

## 外部連結
- Smith, Marx, Kondratieff and Keynes; R. L. Norman, Jr.
- Cause of the Kondratieff Cycle （页面存档备份，存于）
- Theories of the Great Depression, R. L. Norman, Jr.
- Revista Entelequia
- 200-yr chart of Kondratieff cycles, multifactorial & intricate